# Bohrkern

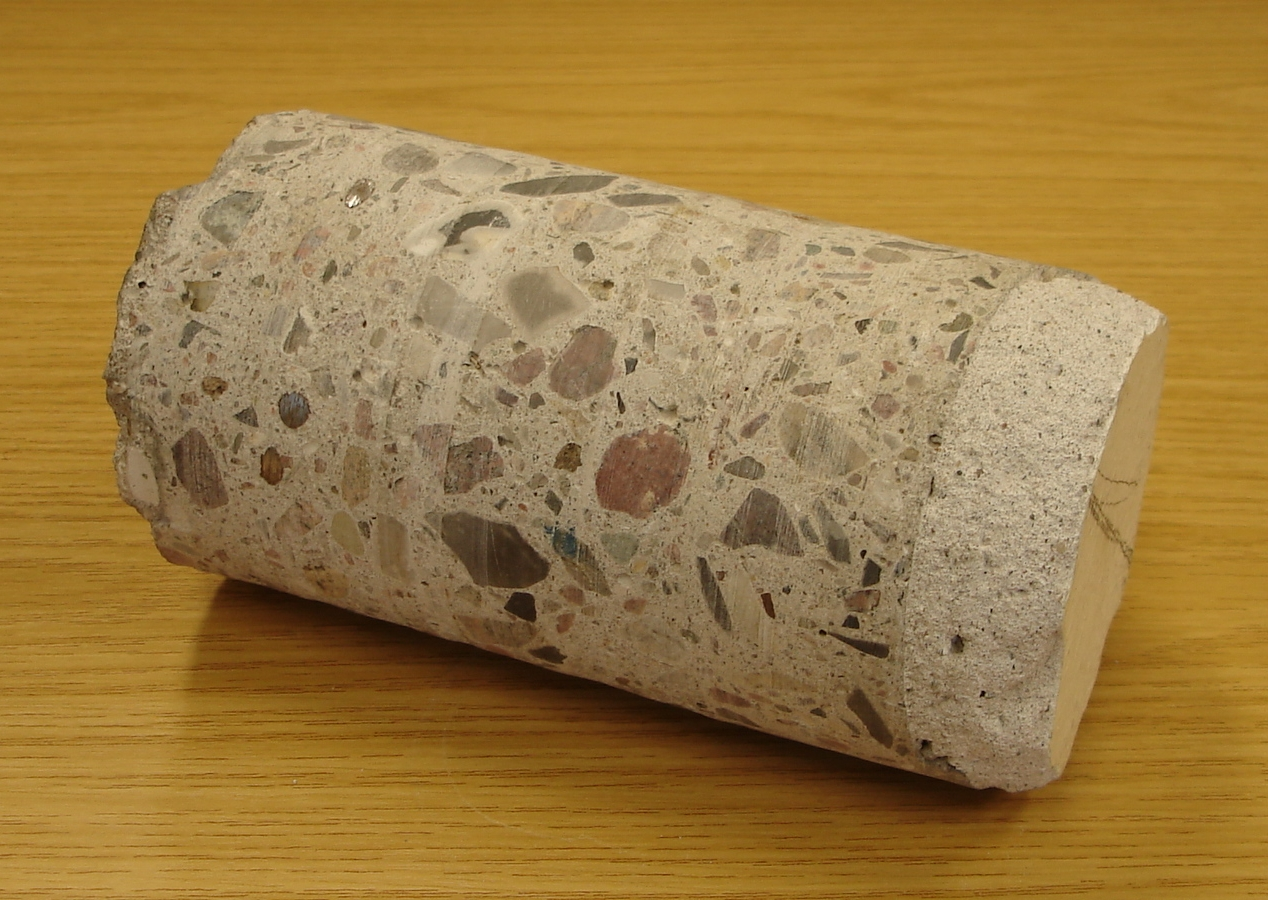
Bohrkern aus Beton

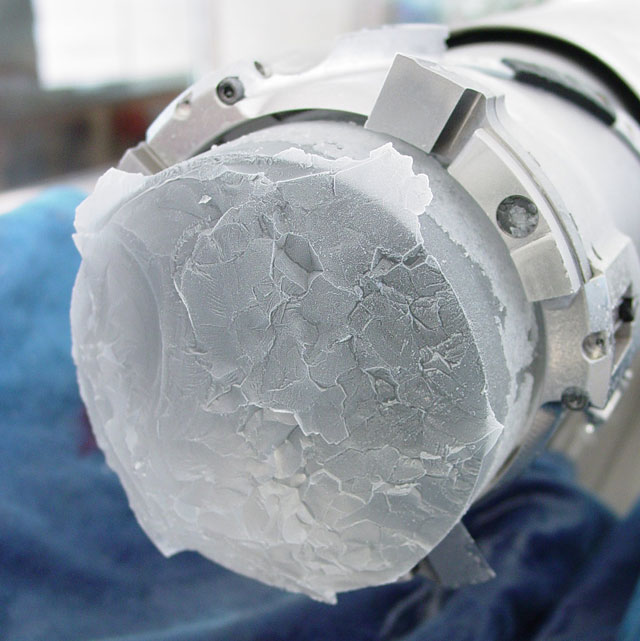
OCCR-Eisbohrkern 2006

Als Bohrkern wird ein zylindrischer Körper bezeichnet, der mit Hilfe eines Kernbohrgerätes aus Gesteinen, Baustoffen oder Bauwerken entnommen wird. Auf diese Weise können entweder runde Öffnungen geschaffen oder Prüfkörper gewonnen werden. Insbesondere bei der Güteüberwachung von Beton und Asphalt werden häufig Bohrkerne hergestellt, um die Qualität des Baustoffs beurteilen zu können. So lassen sich am Asphaltbohrkern beispielsweise neben den Schichtdicken auch der Bindemittelgehalt, die Kornverteilung und der Hohlraumgehalt bestimmen.
In der Klimaforschung  werden Eisbohrkerne zur Analyse vergangener klimatologischer Verhältnisse verwendet.